# Косуйенки (Чиилийский район)
Косуйенки (каз. Қосүйеңкі) — село в Чиилийском районе Кызылординской области Казахстана. Входит в состав Енбекшинского сельского округа. Код КАТО — 435243200.

## Население
В 1999 году население села составляло 235 человек (118 мужчин и 117 женщин). По данным переписи 2009 года, в селе проживало 209 человек (108 мужчин и 101 женщина).